# 앤드루 영
앤드루 잭슨 영 (Andrew Jackson Young, 1932년 3월 12일 ~ )은 미국의 목사, 민권운동의 지도자이며 민주당 정치인이다. 1977년부터 1979년까지 아프리카계 미국인 최초의 유엔 대사로 근무하였고, 1982년부터 1990년까지 애틀랜타의 시장을 지냈다.

## 어린 시절
루이지애나주 뉴올리언스에서 치과의사 부친과 교사 모친에게 태어난 영은 중류 집안에서 자라와 인종적으로 분리된 학교들에 수학하는 데 자신의 이웃으로부터 차량을 타고 다녀야 했다. 하워드 대학교를 졸업한 후, 영은 코네티컷주의 하트퍼드 신학교에 수학하러 선택하였다. 1955년 미국 연합 그리스도의 교회의 안수 목사가 되었다.

## 민권 운동 지도자

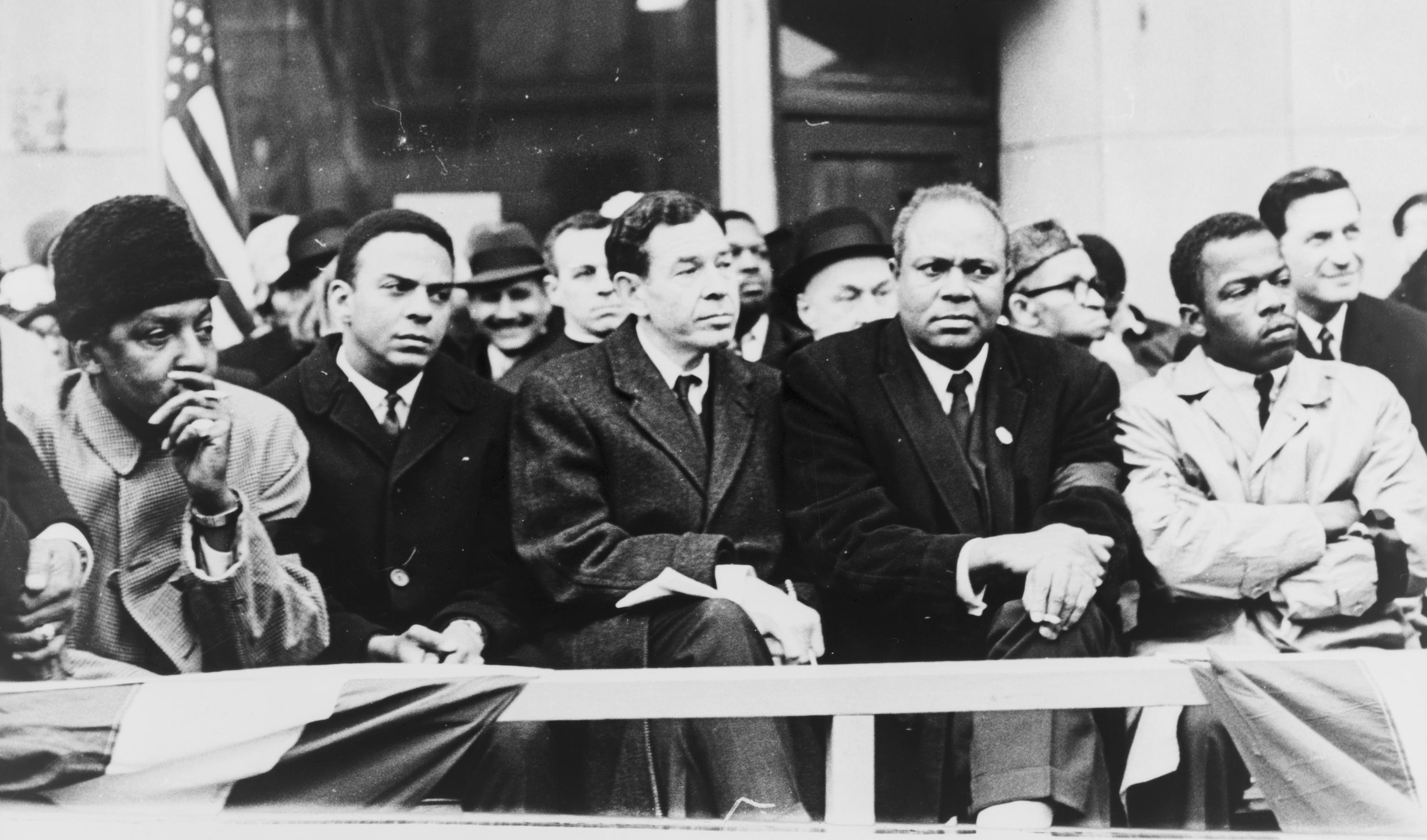
1965년 민권 운동 행렬에서 (왼쪽에서 두번째가 영)

조지아주에서 목사로 일하던 영은 자신이 투표 등록 운동을 결성할 때 미국 흑인 민권 운동의 일부가 되었다. 그는 1957년 교회 국립 회의와 함께 일하러 뉴욕으로 이주하였다가 그러고나서 1961년 조지아주로 돌아와 문학과 지도자 실력에서 아프리카계 미국인들을 강의한 "시민의 학교"들을 이끄는 도움을 주었다. 학교들이 성공적이었어도 영은 어쩌다 프로그램에서 시골의 학생들과 연결하는 데 곤란을 가졌다.
남부기독교지도회의가 시민의 학교 프로그램을 운영하면서 영은 그 기구의 회원이 되어 마틴 루터 킹 주니어와 함께 가까이 일하기 시작하였다. 남부기독교지도회의 안에서 영은 참가자들이 경찰견들에 의하여 공격을 당한 동안 인종적 분리에 대항하는 1963년 5월 3일 행렬을 포함한 남부를 통하여 인종 차별 대우 폐지의 노력들을 조정하였다. 킹은 영의 업무를 존중하여 항의들이 킹이 법정의 뒤에서 시간을 보내야 했던 것을 의미할 때 영이 남부기독교지도회의를 감시하는 데 신임하였다.
1964년 영은 남부기독교지도회의의 행정 관리인이 되었다. 이 지위에 있는 동안 그는 1964년 공민권법 시행과 1965년 투표권 시행을 끌어올리는 도움을 주었다. 1968년 4월 4일 테네시주 멤피스에서 킹 목사가 암살된 날 영은 그와 함께 있었다. 킹의 사망에 이어 영은 남부기독교지도회의의 행정 부회장이 되었다.

## 정치 경력

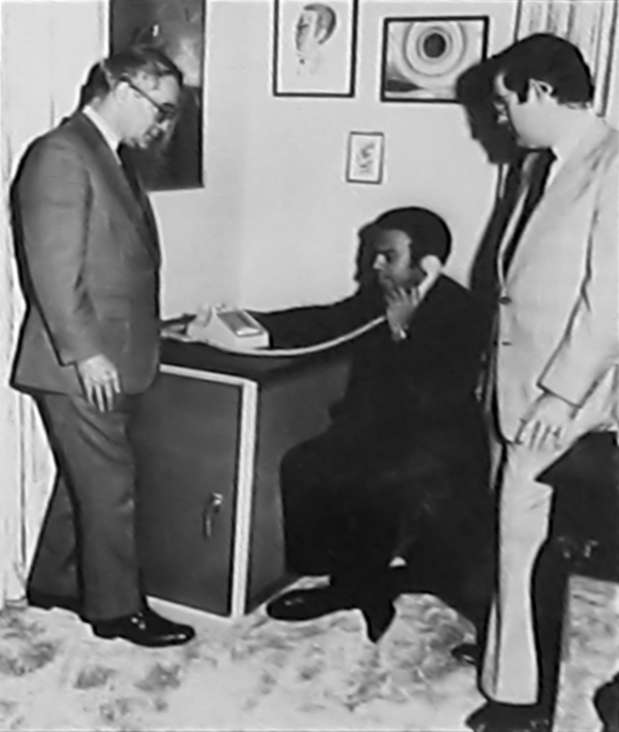
이집트-이스라엘 평화 회담이 열리는 동안 뉴욕으로부터 STU-I 안전 전화를 걸고 있는 영 유엔 대사 (1979년)

1970년 영은 미국 의회를 위하여 나가는 데 남부기독교지도회의를 떠났으나 투표수들에서 꺾였다. 2년 후에 그는 다시 한번 나갔으며 이번에는 하원으로 선출되었다. 영은 남부 제주 통합기 이래 조지아주를 대표하는 데 첫 아프리카계 미국인이 되었다. 입법자로서 자신의 시간에 그는 빈곤, 교육 발의권과 인권들을 위한 프로그램들을 성원하였다.
지미 카터가 대통령을 위하여 나가는 동안 영은 주요 정치적 후원을 제공하였으며, 카터가 대통령직에 있을 때 그는 영을 유엔 주재 미국 대사로 임명하였다. 영은 대사직을 차지하는 데 의회에서 자신의 의석을 떠났다. 유엔 대사로 지내는 동안 그는 남아프리카공화국에서 아파르트헤이트에 의한 지배를 반대하는 데 체재들 같은 지구촌 규모에 인권들을 위하여 주창하였다.
1979년 자신이 팔레스타인 해방 기구의 유엔 업저버 제디 라비브 테르지와 함께 비밀적으로 만나면서 자신의 대사직을 사임하여야 했다. 사임은 1981년 애틀랜타의 시장으로 선출된 것으로부터 영을 간직하지 않았다. 시장으로서 2개의 기간들 후에 그는 조지아 주지사를 위하여 나가는 데 민주당 후보직을 안정시키는 데 자신의 시도에 실패하였다. 하지만, 영은 1996년 하계 올림픽을 개최하는 데 애틀랜타를 위한 자신의 캠페인에서 성공적이었다.

## 시장 퇴임 이후

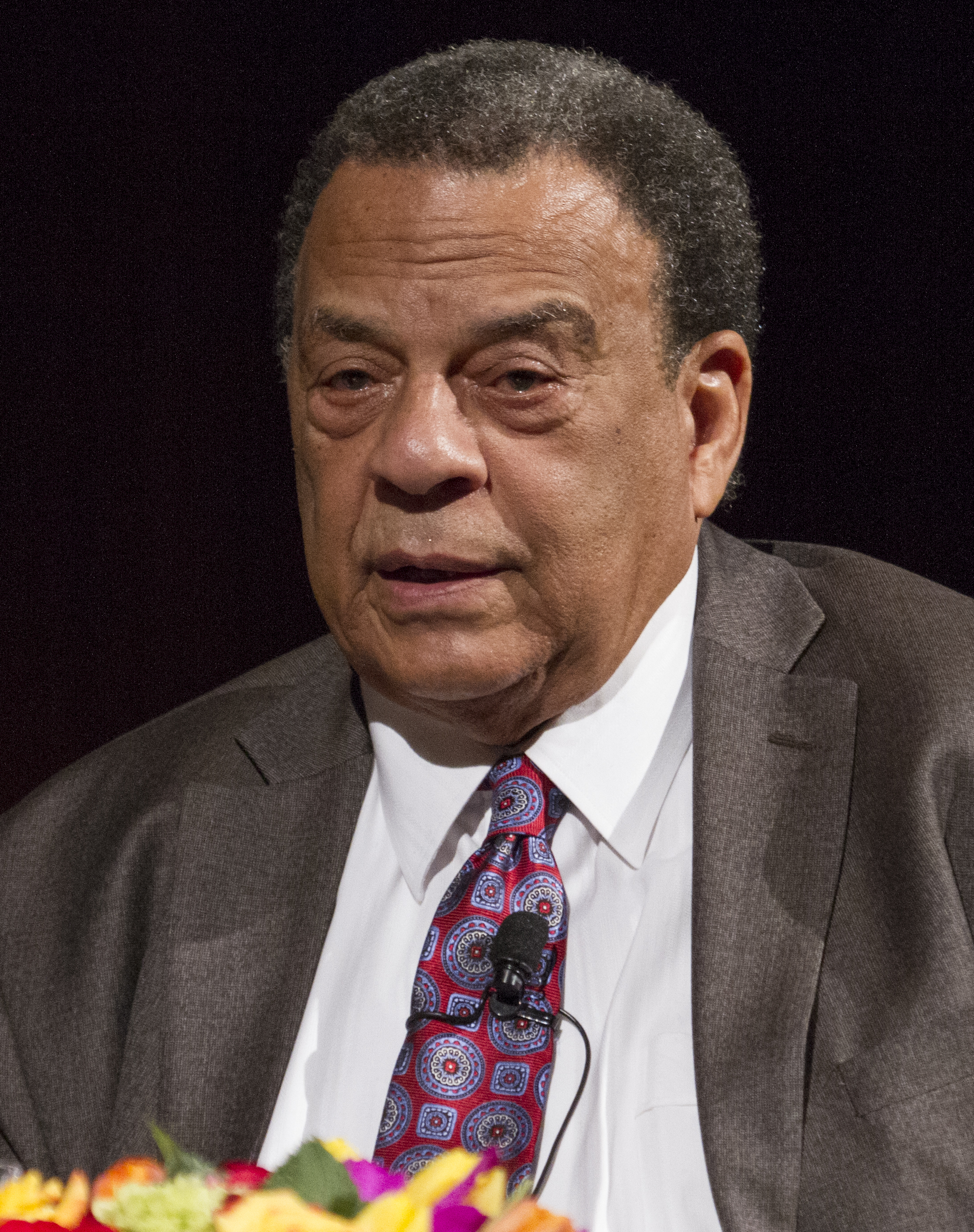
LBJ 도서관에서 (2013년)

2006년 2월부터 월마트의 지지 모임 "Working Families for Walmart" 의장으로 재직하던 중, 2006년 8월 17일 아프리카계 미국인 의제를 다루는 주간지 《The Los Angeles Sentinel》에 발간된 인터뷰에서, 그는 월마트가 도시 주택가에서 가족 단위로 운영되는 소규모 영세 상점을 대체해야만 한다고 주장하며, 다음과 같이 발언했다. "보시다시피 그 상점 주인들이 바로 우리에게 비싼 값을 청구해 온 사람들입니다. ... 그들이 우리 커뮤니티에게 몹시 바가지를 씌워 왔다는 것이 내 생각입니다. 처음엔 유태인이더니 그 다음은 한국인이었고, 그리고 이제는 아랍계 사람들입니다." 그의 발언은 한인 단체를 포함한 아시안·이슬람·라티노 등의 타 커뮤니티 단체들의 우려를 불러 일으켰다. 같은 날 그는 자신의 발언을 철회하며 사과의 뜻을 밝혔고, 월마트 지지 모임의 의장 직에서도 사임하겠다고 밝혔다.

## 유산
영은 2권의 책들에서 민권 운동을 위한 투쟁에서 자신의 역할에 관하여 저서하였는 데 〈A Way Out of No Way〉(1994년)과 〈An Easy Burden:The Civil Rights Movement and the Transformation of America〉(1996년)이다. 그는 또한 〈Walk in My Schoes:Conversations Between a Civil Rights Legend and His Godson on the Journey Ahead〉(2010년)를 저서하기도 하였다. 그는 특히 아프리카와 카리브해에서 개발 발의권들을 성원하는 고문 상회 굿워크스 인터내셔널과 함께 동등과 경제적 정의를 위하여 지속적으로 투쟁하였다.
존경하는 민권 운동가로서 영은 대통령 자유 훈장과 유색 인종 증진을 위한 국립 협회의 스프링건 메달을 포함하는 영예들을 받았다. 무어하우스 칼리지는 그의 명예를 가린 지구촌 지도를 위한 앤드루 영 센터로 이름을 지었고, 영은 조지아 주립 대학교의 앤드루 영 정책 대학원에서 강의하였다.

## 역대 선거 결과
| 선거명      | 직책명                      | 대수 | 정당   | 1차 득표율 | 1차 득표수 | 2차 득표율 | 2차 득표수 | 결과 | 당락                   |
| ----------- | --------------------------- | ---- | ------ | ---------- | ---------- | ---------- | ---------- | ---- | ---------------------- |
| 1970년 선거 | 하원의원 (조지아 제5선거구) | 92대 | 민주당 | 42.64%     | 58,394표   |            |            | 2위  | 낙선                   |
| 1972년 선거 | 하원의원 (조지아 제5선거구) | 93대 | 민주당 | 52.84%     | 72,289표   |            |            | 1위  | 조지아주 하원의원 당선 |
| 1974년 선거 | 하원의원 (조지아 제5선거구) | 94대 | 민주당 | 71.61%     | 69,221표   |            |            | 1위  | 조지아주 하원의원 당선 |
| 1976년 선거 | 하원의원 (조지아 제5선거구) | 95대 | 민주당 | 66.68%     | 96,056표   |            |            | 1위  | 조지아주 하원의원 당선 |
| 1981년 선거 | 애틀랜타 시장               | 53대 | 무소속 | 40.92%     | 44,808표   | 55.13%     | 65,798표   | 1위  | 애틀랜타 시장 당선     |
| 1985년 선거 | 애틀랜타 시장               | 53대 | 무소속 | 82.13%     | 47,157표   |            |            | 1위  | 애틀랜타 시장 당선     |